# Clordiazepossido
Il clordiazepossido è un principio attivo della categoria delle benzodiazepine utilizzato per ridurre l'ansia. Fu la prima benzodiazepina ad essere sintetizzata.

## Indicazioni
Gli ultimi preparati vengono utilizzati in sua vece, in ogni caso rimane efficace per trattare l'ansia derivante da anomalie a carico dell'apparato digerente.